# Грин (округ, Миссисипи)
Округ Грин (англ. Greene County) — округ штата Миссисипи, США. Население округа на 2000 год составляло 13299 человек. Административный центр округа — город Ликсвилл.

## История
Округ Грин основан в 1811 году.

## География
Округ занимает площадь 1846.7 км2.

## Демография
Согласно переписи населения 2000 года, в округе Грин проживало 13299 человек (данные Бюро переписи населения США). Плотность населения составляла 7.2 человек на квадратный километр.